# タイ・ディヴィジョン1リーグ2008
タイ・ディヴィジョン1リーグ2008は、1997年シーズンに創設されてから11シーズン目のタイ・ディヴィジョン1リーグである。

## 概要
2008年シーズンは、昨年のタイ・プレミアリーグ2007から下位4チームが降格、リージョナルリーグ・ディヴィジョン2 2007から上位2チームが昇格した。
ムアントン・ユナイテッドが初優勝を果たした。ムアントン・ユナイテッド、2位のシーラーチャー、3位のロイヤル・タイ・ネイビーはプレミアリーグ2009へ昇格する。Raj-Vithi、ピッサヌロークはリージョナルリーグ・ディヴィジョン2へ降格する。
Raj-VithiのTanongsak Promdardが18得点で得点王に輝いた。年間最優秀監督にはムアントン・ユナイテッドのSurasak Tungsuratが選出された。

## 所属チーム（2008年シーズン）
| チーム                       | 場所               | ホームスタジアム                                           |
| ---------------------------- | ------------------ | ---------------------------------------------------------- |
| スパンブリー                 | スパンブリー県     | スパンブリー県立競技場                                     |
| タイ・ホンダ                 | バンコク           | 72周年記念スタジアム                                       |
| ロイヤル・タイ・ネイビー     | チョンブリー県     | ?                                                          |
| ロイヤル・タイ・ポリス       | バンコク           | Bunyarwinda Stadium                                        |
| ラッタナ・バンディット       | バンコク           | サーイ・ラッタナ・バンディット・ユニバーシティ・スタジアム |
| コーンケン                   | コーンケン県       | コーンケン・スタジアム                                     |
| Raj-Vithi                    | バンコク           | BECテロ・サーサナ・ノーンチョーク・スタジアム              |
| スラートターニー             | スラートターニー県 | スラートターニー・スタジアム                               |
| タイ・エアウェイズ           | バンコク           | KMITLスタジアム                                            |
| ロイヤル・タイ・エアフォース | バンコク           | Thupatemee Stadium                                         |
| チャンタブリー               | チャンタブリー県   | チャンタブリー・スタジアム                                 |
| ピッサヌローク               | ピッサヌローク県   | ラーチャパット・ユニバーシティ・スタジアム                 |
| シーラーチャー               | チョンブリー県     | アサンプション・カレッジ・シーラーチャー・スタジアム       |
| ナコーンサワン               | ナコーンサワン県   | ナコーンサワン・スタジアム                                 |
| ムアントン・ユナイテッド     | ノンタブリー県     | ムアントン・スポーツ・スタジアム                           |
| PTT                          | バンコク           | Charoenburaprat Sports Stadium                             |

## 順位表
| 順位 | チーム                       | 試 | 勝 | 分 | 敗 | 得 | 失 | 差  | 勝点 | 備考                                    |
| ---- | ---------------------------- | -- | -- | -- | -- | -- | -- | --- | ---- | --------------------------------------- |
| 1    | ムアントン・ユナイテッド (C) | 30 | 19 | 8  | 3  | 58 | 17 | +41 | 65   | タイ・プレミアリーグ2009昇格            |
| 2    | シーラーチャー               | 30 | 16 | 9  | 5  | 40 | 22 | +57 | 57   | タイ・プレミアリーグ2009昇格            |
| 3    | ロイヤル・タイ・ネイビー     | 30 | 15 | 10 | 5  | 35 | 22 | +13 | 55   | タイ・プレミアリーグ2009昇格            |
| 4    | ロイヤル・タイ・ポリス       | 30 | 12 | 15 | 3  | 35 | 24 | +11 | 51   |                                         |
| 5    | チャンタブリー               | 30 | 12 | 6  | 12 | 49 | 48 | +1  | 42   |                                         |
| 6    | PTT                          | 30 | 10 | 11 | 9  | 38 | 29 | +9  | 41   |                                         |
| 7    | スパンブリー                 | 30 | 11 | 8  | 11 | 48 | 47 | +1  | 41   |                                         |
| 8    | コーンケン                   | 30 | 11 | 8  | 11 | 32 | 34 | -2  | 41   |                                         |
| 9    | ロイヤル・タイ・エアフォース | 30 | 10 | 10 | 10 | 40 | 32 | +8  | 40   |                                         |
| 10   | ラッタナ・バンディット       | 30 | 10 | 10 | 10 | 46 | 48 | -2  | 40   |                                         |
| 11   | タイ・エアウェイズ           | 30 | 9  | 12 | 9  | 30 | 29 | +1  | 39   |                                         |
| 12   | スラートターニー             | 30 | 10 | 7  | 13 | 36 | 38 | -2  | 37   |                                         |
| 13   | タイ・ホンダ                 | 30 | 9  | 7  | 14 | 29 | 38 | -9  | 34   | リージョナルリーグ・ディヴィジョン2降格 |
| 14   | Raj-Vithi                    | 30 | 7  | 5  | 18 | 36 | 58 | -22 | 26   | リージョナルリーグ・ディヴィジョン2降格 |
| 15   | ナコーンサワン               | 30 | 5  | 8  | 17 | 26 | 47 | -21 | 23   | リージョナルリーグ・ディヴィジョン2降格 |
| 16   | ピッサヌローク               | 30 | 4  | 6  | 20 | 31 | 76 | -45 | 18   | リージョナルリーグ・ディヴィジョン2降格 |

- Thailand 2008 - RSSSF (Rec.Sport.Soccer Statistics Foundation)

## DIV1残留プレーオフ
タイ・プレミアリーグ2008で14位に終わり、タイ・ディヴィジョン1リーグへの降格が決定していたバンコク・バンクがリーグから撤退したため、2009年シーズン開幕前に、リージョナルリーグ・ディヴィジョン2への自動降格が決定していた下位4チームによる残留プレーオフが組まれた。

### 準決勝
準決勝は、2009年1月25日に72周年記念スタジアムでタイ・ホンダ対Raj-Vithi戦、ピチット・スタジアムでピッサヌローク対ナコーンサワン戦が実施された。
| チーム1        | 結果  | チーム2        |
| -------------- | ----- | -------------- |
| タイ・ホンダ   | 1 - 0 | Raj-Vithi      |
| ピッサヌローク | 1 - 2 | ナコーンサワン |

### 決勝
決勝戦は、2009年2月1日に72周年記念スタジアムで実施された。
| チーム1      | 結果  | チーム2        |
| ------------ | ----- | -------------- |
| タイ・ホンダ | 4 - 0 | ナコーンサワン |

残留プレーオフ勝者のタイ・ホンダはタイ・ディヴィジョン1リーグに残留する。さらに、2008年シーズンのリージョナルリーグ・ディヴィジョン2で2位になり、ディヴィジョン1リーグへの昇格が決定していたアーミー・ウエルフェアー・デパートメントもリーグから撤退したため、決勝戦でタイ・ホンダに敗れていたナコーンサワンもディヴィジョン1リーグに残留することが決定した。Raj-Vithi、ピッサヌロークはリージョナルリーグ・ディヴィジョン2へ降格する。

## 得点ランキング
| 順位 | 選手                               | チーム                   | 得点 |
| ---- | ---------------------------------- | ------------------------ | ---- |
| 1    | Tanongsak Promdard                 | Raj-Vithi                | 18   |
| 2    | Moussa Sylla                       | スパンブリー             | 17   |
| 3    | Witthaya Lhoareang                 | チャンタブリー           | 16   |
| 4    | Victot Paintsil                    | ロイヤル・タイ・ポリス   | 12   |
| 4    | Rutthaporn Sae-tan                 | チャンタブリー           | 12   |
| 4    | ヤヤ・ソウマホロ（Yaya Soumahoro） | ムアントン・ユナイテッド | 12   |

## 表彰
- 年間最優秀ゴールキーパー賞 :  カウィン・タンマサッチャーナン （ムアントン・ユナイテッド）
- 年間最優秀ディフェンダー賞 :  สุจริต จันทกล （シーラーチャー）
- 年間最優秀ミッドフィールダー賞 :  Surapong Thammawongsa （ムアントン・ユナイテッド）
- 年間最優秀フォワード賞 :  วิทยา เล่าเรือง （チャンタブリー）
- 年間最優秀若手選手賞 :  Supaphorn Prompinit （シーラーチャー）
- 年間最優秀外国人選手賞 :  ヤヤ・ソウマホロ （ムアントン・ユナイテッド）
- 得点王 :  Tanongsak Promdard （Raj-Vithi）
- 年間最優秀監督賞 :  Surasak Tungsurat （ムアントン・ユナイテッド）